# 基因表达调控
基因表达调控是細胞一系列可以增加或減少特定基因产物（蛋白质或RNA）生成的機制。基因表達的任何步驟都可以進行調節。细胞可以視情況通過基因调控表达蛋白质，从而增加生物體適應環境的能力。